# П'єр ван Гойдонк
П'єр ван Гойдонк (нід. Pierre van Hooijdonk, нар. 29 листопада 1969, Стенберген) — колишній нідерландський футболіст, нападник.
Насамперед відомий виступами за клуб «НАК Бреда», а також національну збірну Нідерландів.

## Клубна кар'єра
У дорослому футболі дебютував 1989 року виступами за «Розендал», в якому провів два сезони, взявши участь у 69 матчах чемпіонату.
Своєю грою за команду привернув увагу представників тренерського штабу «НАК Бреда», до складу якого приєднався 1991 року. Відіграв за команду з Бреди наступні чотири сезони своєї ігрової кар'єри. Більшість часу, проведеного у складі «НАК Бреда», був основним гравцем атакувальної ланки команди. У складі «НАК Бреда» був одним з головних бомбардирів команди, маючи середню результативність на рівні 0,7 голу за гру першості.
Згодом, з 1995 по 2006, рік грав у складі команд «Селтік», «Ноттінгем Форест», «Вітесс», «Бенфіка», «Феєнорд», з яким виборов титул володаря Кубка УЄФА, «Фенербахче» та знову «НАК Бреда». 
Завершив професійну ігрову кар'єру у клубі «Феєнорд», у складі якого вже виступав раніше. Вдруге П'єр прийшов до команди 2006 року і захищав її кольори до припинення виступів на професійному рівні у 2007 році.

## Виступи за збірну
1994 року дебютував в офіційних матчах у складі національної збірної Нідерландів. Протягом кар'єри у національній команді, яка тривала 11 років, провів у формі головної команди країни 46 матчів, забивши 14 голів.
У складі збірної був учасником чемпіонату світу 1998 року у Франції, чемпіонату Європи 2000 року у Бельгії та Нідерландах і чемпіонату Європи 2004 року у Португалії.

## Титули і досягнення

### Командні
- Володар Кубка Шотландії (1):

«Селтік»: 1994-95
- Володар Кубка УЄФА (1):

«Феєнорд»: 2001-02
- Чемпіон Туреччини (2):

«Фенербахче»: 2003-04, 2004-05
- Бронзовий призер чемпіонату Європи:

 Нідерланди: 2000, 2004

### Особисті
- Найкращий бомбардир чемпіонату Шотландії: 1995-96
- Найкращий бомбардир Кубку УЄФА: 2001-02
- Найкращий бомбардир чемпіонату Нідерландів: 2001-02
- Футболіст року в Нідерландах: 2002